# Teofilatto Botaniate
Teofilatto Botaniate (in greco Θεοφύλακτος Βοτανειάτης?, Theophylaktos Botaneiates; ... – Strumitza, 1014) era un generale bizantino dell'XI secolo, governatore di Tessalonica della famiglia dei Botaniate.

## Biografia
Teofilatto Botaneiate è menzionato nella Storia di Giovanni Scilitze solo per l'anno 1014, durante le guerre dell'imperatore Basilio II contro la Bulgaria. In quell'anno, o poco prima, fu nominato governatore (dux) di Thessalonike come successore di Davide Arianita. In quell'anno, l'imperatore Basilio II stava assaltando le posizioni bulgare nel passo di Klyuch (in greco Κλειδίον?, Kleidion). Per distrarre la sua attenzione, lo zar bulgaro Samuele inviò un grande esercito sotto Nestoritsa verso Tessalonica. Botaneiate e suo figlio Michele incontrarono i bulgari e li sconfissero nei pressi della città, dopodiché si unì all'esercito imperiale principale.
Dopo la vittoria bizantina nella successiva battaglia di Kleidion, Botaneiate fu inviato con un esercito a liberare la zona intorno a Strumitza. Portò a termine la sua missione con successo, ma sulla via del ritorno all'accampamento dell'imperatore il suo esercito cadde in un'imboscata dei Bulgari e Botaneiate stesso fu ucciso, da frecce e pietre, secondo il racconto di Scilitze, o trafitto dalla lancia del figlio di Samuele, Gavril Radomir, come riportato in una nota a margine del manoscritto originale di Scilitze. Il figlio di Teofilatto, Michele, non è più attestato in seguito, quindi potrebbe essere morto anche lui nell'imboscata.
Secondo Scilitze, la morte di Botaneiate e della maggior parte dei suoi uomini sconfortò molto Basilio, tanto che l'imperatore, nonostante la vittoria a Kleidion, arrestò la campagna e tornò alla sua base, Mosinopoli. Solo dopo aver raggiunto Mosinopoli e aver appreso della morte di Samuele, tornò indietro e continuò la campagna.